# Danh sách phim TVB năm 2003
Đây là danh sách phim truyền hình do TVB phát hành hoặc phát sóng năm 2003.

## Top 10 phim rating cao nhất
| Xếp hạng | Tên                     | Tên tiếng Anh                      | Điểm số trung bình |
| -------- | ----------------------- | ---------------------------------- | ------------------ |
| 1        | Đôi đũa lệch            | Square Pegs                        | 41                 |
| 2        | Quá khứ và hiện tại     | The King of Yesterday and Tomorrow | 40                 |
| 3        | Khôi phục giang sơn     | Whatever It Takes                  | 37                 |
| 4        | Trí dũng song hùng      | Vigilante Force                    | 36                 |
| 5        | Nhân chứng              | Witness to a Persecution II        | 35                 |
| 6        | Thiếu gia vùng Tây Quan | Point of No Return                 | 34                 |
| 7        | Se duyên                | Better Halves                      | 33                 |
| 8        | Mong manh cuộc tình     | Ups and Downs in the Sea of Love   | 33                 |
| 9        | Bao la vùng trời        | Triumph In the Skies               | 32                 |
| 10       | Quy luật sống còn       | Survivor's Law                     | 32                 |

## Dòng phim thứ nhất
| Công chiếu            | Tên                     | Tên tiếng Anh                      | Số tập | Diễn viên | Thể loại            | Ghi chú | Website                                                               |
| --------------------- | ----------------------- | ---------------------------------- | ------ | --- | ------------------- | ------- | --------------------------------------------------------------------- |
| 27/01- 21/02          | Quá khứ và hiện tại     | The King of Yesterday and Tomorrow | 20     | Giang Hoa, Trương Khả Di, Ngô Mỹ Hành, Tần Bái                                                               | Hiện đại            |         | Official website Lưu trữ ngày 23 tháng 6 năm 2008 tại Wayback Machine |
| 24/02- 21/03          | Trắng tay               | Back to Square One                 | 20     | Ngô Khải Hoa, Trần Hào, Diệp Đồng                                                                            | Hiện đại            |         | Official website Lưu trữ ngày 9 tháng 6 năm 2008 tại Wayback Machine  |
| 24/03- 2/05           | Trường Bình công chúa   | Perish in the Name of Love         | 30     | Xa Thi Mạn, Mã Tuấn Vỹ, Trần Hào, Quách Thiện Ni, Thiệu Mĩ Kỳ, Đường Văn Long, Văn Tụng Nhàn, Ngụy Tuấn Kiệt | Cổ trang            |         | Official website Lưu trữ ngày 16 tháng 7 năm 2006 tại Wayback Machine |
| 5/05- 30/05           | Xứ thần tiên            | In the Realm of Fancy              | 20     | Giang Hoa, Dương Tư Kỳ, Phàn Thiếu Hoàng, Ngụy Tuấn Kiệt                                                     | Cổ trang            |         | Official website Lưu trữ ngày 3 tháng 6 năm 2008 tại Wayback Machine  |
| 2/06- 28/06           | Cầu vòng trong đêm      | Fate Twisters                      | 22     | Ngô Khải Hoa, Thái Thiếu Phân, Lê Tư, Eddie Kwan                                                             | Hiện đại            |         | Official website Lưu trữ ngày 14 tháng 9 năm 2008 tại Wayback Machine |
| 30/06- 25/07          | Se duyên                | Better Halves                      | 20     | Mã Tuấn Vỹ, Trương Khả Di, Trần Hào, Joyce Koi                                                               | Cổ trang            |         | Official website Lưu trữ ngày 8 tháng 7 năm 2008 tại Wayback Machine  |
| 28/07- 22/08          | Khát vọng tuổi trẻ      | Aqua Heroes                        | 20     | Trần Văn Viên, Tiêu Chính Nam, Hoàng Tông Trạch, Đường Ninh, Đặng Tụy Văn, Lê Nặc Ý, Đặng Lệ Hân             | Hiện đại            |         | Official website Lưu trữ ngày 22 tháng 7 năm 2008 tại Wayback Machine |
| 25/08- 5/09           | Hoàn Châu Cách Cách III | Princess Pearl III                 | 40     | Cổ Cự Cơ | Cổ trang            |         |                                                                       |
| 8/09- 3/10            | Thanh đao công lý       | Find the Light                     | 20     | Lưu Tùng Nhân, Thiệu Mĩ Kỳ, Ngô Trác Hy, Hoàng Tông Trạch, Dương Di, Đường Ninh, Dương Tư Kỳ                 | Cổ trang            |         | Official website Lưu trữ ngày 12 tháng 7 năm 2008 tại Wayback Machine |
| 6/10- 31/10           | Ông bố vợ               | The Driving Power                  | 20     | Trịnh Thiếu Thu, Diệp Đồng, Diệp Tuyền, Đằng Lệ Danh, Lê Diệu Tường, Mã Quốc Minh                            | Lịch sử             |         | Official website Lưu trữ ngày 12 tháng 7 năm 2008 tại Wayback Machine |
| 3/11- 12/12           | Thiếu gia vùng Tây Quan | Point of No Return                 | 30     | Lưu Tùng Nhân, Trương Trí Lâm, Triệu Nhã Chi, Xa Thi Mạn, Trần Kiện Phong                                    | Lịch sử             |         | Official website Lưu trữ ngày 5 tháng 6 năm 2007 tại Wayback Machine  |
| 15/12/2003- 6/02/2004 | Bản lĩnh Kỷ Hiểu Lam II | The Bronze Teeth II                | 40     | | Cổ trang, Kiếm hiệp |         |                                                                       |

## Dòng phim thứ hai
| Công chiếu            | Tên                 | Tên tiếng Anh               | Số tập | Diễn viên | Thể loại           | Ghi chú | Website                                                               |
| --------------------- | ------------------- | --------------------------- | ------ | --- | ------------------ | ------- | --------------------------------------------------------------------- |
| 27/01- 21/02          | Khôi phục giang sơn | Whatever It Takes           | 20     | Trần Hạo Dân, Văn Tụng Nhàn, Dương Di | Cổ trang           |         | Official website Lưu trữ ngày 12 tháng 7 năm 2008 tại Wayback Machine |
| 24/02- 23/03          | Nhân chứng          | Witness to a Prosecution II | 22     | Âu Dương Chấn Hoa, Xa Thi Mạn, Âu Cẩm Đường, Đằng Lệ Danh | Cổ trang           |         | Official website Lưu trữ ngày 11 tháng 7 năm 2008 tại Wayback Machine |
| 24/03- 2/05           | Trí dũng song hùng  | Vigilante Force             | 30     | Lâm Bảo Di, Trần Hạo Dân, Mã Đức Chung, Quách Khả Doanh, Dương Di | Cổ trang           |         | Official website Lưu trữ ngày 8 tháng 7 năm 2008 tại Wayback Machine  |
| 5/05/2003- 22/01/2005 | Gia đình vui vẻ II  | Virtues of Harmony II       | 443    | Tiết Gia Yến, Lâm Văn Long, Liêu Bích Nhi, Tạ Thiên Hoa, Mai Tiểu Huệ, Uyển Quỳnh Đan, Triệu Học Nhi, Joyce Chen, Nguyễn Triệu Tường, Xa Uyển Uyển, Lưu Đan, Lưu Khải Uy, Mã Tuấn Vỹ, Chung Gia Hân | Hiện đại, Hài kịch |         | Official website Lưu trữ ngày 17 tháng 5 năm 2007 tại Wayback Machine |

## Dòng phim thứ ba
| Công chiếu             | Tên                 | Tên tiếng Anh                    | Số tập | Diễn viên | Thể loại | Ghi chú | Website                                                               |
| ---------------------- | ------------------- | -------------------------------- | ------ | --- | -------- | ------- | --------------------------------------------------------------------- |
| 2/01- 9/02             | Vườn sao băng II    | Meteor Garden II                 | 31     | Ngôn Thừa Húc, Ngô Kiến Hào, Châu Du Dân, Chu Hiếu Thiên                                                                       | Hiện đại |         |                                                                       |
| 5/05- 30/05            | Mong manh cuộc tình | Ups and Downs in the Sea of Love | 20     | Trương Gia Huy, Trương Khả Di, Đằng Lệ Danh, Âu Cẩm Đường, Thang Doanh Doanh                                                   | Hiện đại |         | Official website Lưu trữ ngày 21 tháng 7 năm 2008 tại Wayback Machine |
| 2/06- 11/07            | Hồ sơ tuyệt mật     | The 'W' Files                    | 30     | La Gia Lương, Mông Gia Tuệ, Đường Văn Long, Dương Di                                                                           | Lịch sử  |         | Official website Lưu trữ ngày 14 tháng 7 năm 2008 tại Wayback Machine |
| 14/07- 15/08           | Quy luật sống còn   | Survivor's Law                   | 25     | Lâm Phong, Trần Kiện Phong, Hồ Hạnh Nhi, Liêu Bích Nhi                                                                         | Hiện đại |         | Official website Lưu trữ ngày 8 tháng 7 năm 2008 tại Wayback Machine  |
| 18/08- 12/09           | Sự hoàn hảo         | Not Just a Pretty Face           | 20     | Quách Tấn An, Dung Tổ Nhi, Trịnh Gia Dĩnh                                                                                      | Hiện đại |         | Official website Lưu trữ ngày 8 tháng 7 năm 2008 tại Wayback Machine  |
| 15/09- 24/10           | Hạt giống hi vọng   | Seed of Hope                     | 30     | Quách Khả Doanh, Đàm Diệu Văn, Hướng Hải Lam                                                                                   | Hiện đại |         | Official website Lưu trữ ngày 12 tháng 3 năm 2007 tại Wayback Machine |
| 27/10- 20/12           | Bao la vùng trời    | Triumph in the Skies             | 40     | Ngô Trấn Vũ, Trần Tuệ San, Mã Đức Chung, Hồ Hạnh Nhi, Ngô Trác Hy, Diệp Tuyền, Trần Kiện Phong, Hoàng Tông Trạch, Mã Quốc Minh | Hiện đại |         | Official website Lưu trữ ngày 8 tháng 7 năm 2008 tại Wayback Machine  |
| 22/12/2003- 16/01/2004 | Tuổi trung niên     | Life Begins at Forty             | 20     | Phương Trung Tín, Tiền Gia Lạc, Xa Thi Mạn, Hướng Hải Lam                                                                      | Hiện đại |         | Official website Lưu trữ ngày 3 tháng 6 năm 2008 tại Wayback Machine  |

## Phim Thứ Bảy
| Công chiếu | Tên                      | Tên tiếng Anh         | Số tập | Diễn viên                                                                             | Thể loại | Ghi chú | Website                                                               |
| ---------- | ------------------------ | --------------------- | ------ | ------------------------------------------------------------------------------------- | -------- | ------- | --------------------------------------------------------------------- |
| 8/03       | Mặt trái của tình yêu II | The Threat of Love II | 10     | Đặng Tụy Văn, Ngô Khải Hoa, Tiết Gia Yến, Chung Cảnh Huy, Trịnh Gia Dĩnh, Dương Tư Kỳ | Hiện đại |         | Official website Lưu trữ ngày 2 tháng 12 năm 2006 tại Wayback Machine |

## Phim Chủ Nhật
| Công chiếu   | Tên                 | Tên tiếng Anh     | Số tập | Diễn viên                                                                                    | Thể loại | Ghi chú | Website                                                              |
| ------------ | ------------------- | ----------------- | ------ | -------------------------------------------------------------------------------------------- | -------- | ------- | -------------------------------------------------------------------- |
| 12/02- 25/06 | Kiếm thuật tinh túy | Hearts of Fencing | 11     | Lê Nặc Ý, Lý Dật Lãng, Lý Vũ Dương, Trần Vũ Sâm, Diêu Tử Linh, Đường Thi Vịnh, Lương Hán Văn | Hiện đại |         | Official website Lưu trữ ngày 3 tháng 3 năm 2016 tại Wayback Machine |

## Warehoused series
| Công chiếu             | Tên                | Tên tiếng Anh       | Số tập | Diễn viên                                                                              | Thể loại | Ghi chú | Website                                                               |
| ---------------------- | ------------------ | ------------------- | ------ | -------------------------------------------------------------------------------------- | -------- | ------- | --------------------------------------------------------------------- |
| 15/12/2003- 23/01/2004 | Nấc thang cuộc đời | Riches and Stitches | 30     | Trần Hào, Lê Tư, Giang Hoa, Hướng Hải Lam, Ngô Mỹ Hành, Ngụy Tuấn Kiệt, Đường Văn Long | Lịch sử  |         | Official website Lưu trữ ngày 21 tháng 7 năm 2009 tại Wayback Machine |